# 浙江河流列表
浙江河流列表，列舉全部或部分在浙江省境內的河流，並依照流域排列；支流則由河口至源頭排序。
浙江东濒大海，河流源短，多独流入海，其中较大的独流入海的河流为钱塘江、瓯江、飞云江、灵江、甬江和鳌江6江。北部湖州一带，则为苕溪水系，苕溪注入太湖，属于长江流域的一部分。钱塘江等6江与苕溪，合称为浙江省“七大水系”。另外，曹娥江目前虽被列为钱塘江的支流，但因其靠近钱塘江口，且在很长一段时间被认为是独流入海的河流，所以习惯上也常常单列，与七大水系并称为“浙江八大水系”。
除上述水系外，浙江其它的独流入海的河流无数，其中较为重要的有小浃江、芦江、大嵩江、白溪、清溪、海游溪、金清港、大荆溪、清江及虹桥溪。

## 閩江水系
- 闽江
  - 建溪
    - 松溪：跨省河流，下游位於福建境內。

## 交溪水系
- 交溪
  - 穆陽溪
  - 西溪：跨省河流，下游位於福建境內。
  - 東溪：跨省河流，中游為浙江、福建界河，上、下游位於福建境內。

## 浙江沿海諸河流
以下依出海口位置由南向北列出主要河流，括號內為出海口所屬行政區：
- 鳌江（溫州市）
- 飞云江（溫州市）
- 瓯江（溫州市）
  - 楠溪江
  - 小溪
  - 大溪
    - 好溪
    - 宣平溪
    - 松陽溪
    - 龍泉溪
- 大荆溪（溫州市）
- 清江（溫州市）
- 虹桥溪（溫州市）
- 金清港（台州市）
- 椒江－灵江（台州市）
  - 永寧江
  - 始豐溪
  - 永安溪
- 海游溪（台州市）
- 白溪（寧波市）
- 清溪（寧波市）
- 大嵩江（寧波市）
- 芦江（寧波市）
- 东泰河（寧波市）
- 泰河（寧波市）
- 岩河（寧波市）
- 小浃江（寧波市）
- 甬江（寧波市）
  - 奉化江
    - 县江
      - 剡江

    - 东江
    - 鄞江

  - 姚江
    - 慈江
    - 四明江
- 钱塘江（杭州市）
  - 浦陽江
  - 富春江
    - 分水江
      - 天目溪：跨省河流，上游位於江西境內。

    - 蘭江
      - 金華江
        - 東陽江（義烏江）
        - 武義江
          - 熟溪
          - 永康江

      - 衢江
        - 靈山港
        - 芝溪
        - 銅山源
        - 烏溪江
          - 蔡溪

        - 江山港
        - 常山港
          - 馬金溪

    - 新安江：跨省河流，上游位於江西境內。
      - 武強溪：跨省河流，上游位於江西境內。
      - 率水

## 長江水系
- 長江
  - 黃浦江
    - 吳淞江
      - 太湖，跨省湖泊，南岸為浙江、江蘇邊界。
        - 苕溪
          - 西苕溪
          - 東苕溪

  - 鄱陽湖
    - 信江
      - 丰溪（永丰溪）：跨省河流，中、下游位於福建、江西境內。
        - 棠嶺港：跨省河流，中、下游位於福建、江西境內。